# Drškovci
Drškovci su naselje u Republici Hrvatskoj u Požeško-slavonskoj županiji, u sastavu grada Požege.

## Zemljopis
Drškovci se nalazi zapadno od Požege, na južnim padinama Požeške gore, susjedna naselja su Novo Selo i Završje na zapadu.

## Stanovništvo
Prema popisu stanovništva iz 2011. godine Drškovci su imali 411 stanovnika.
| broj stanovnika | 95    | 103   | 98    | 114   | 143   | 180   | 169   | 176   | 186   | 192   | 233   | 249   | 298   | 378   | 386   | 411   | 351   |
|                 | 1857. | 1869. | 1880. | 1890. | 1900. | 1910. | 1921. | 1931. | 1948. | 1953. | 1961. | 1971. | 1981. | 1991. | 2001. | 2011. | 2021. |